# Camposanto
Camposanto – miejscowość i gmina we Włoszech, w regionie Emilia-Romania, w prowincji Modena.
Według danych na rok 2004 gminę zamieszkiwało 3049 osób, 138,6 os./km².